# Koroded
Koroded (auch KoRoDeD) ist eine deutsche Groove-Metal-Band aus Jülich. Die Band wurde am 15. April 1997 von Jan Röder und Andreas Leifeld gegründet. Die erste EP wurde schon im Sommer 1997 aufgenommen. Tourneen durch Deutschland, Belgien, Niederlande, Frankreich, Ungarn, Dänemark, UK und Italien machten die Band auch im Ausland bekannt. 2007 löste sich Koroded auf und fand Jahr 2011 wieder zusammen. Ende 2014 kam es erneut zur Auflösung der Band, seitdem spielen einige Bandmitglieder in der neugegründeten Band "The Legion:Ghost".

## Diskografie

### Alben und EPs
- 2013: Dantalion (Noizgate Records / Rough Trade)
- 2013: To Have and to Unhold Re-Release (Noizgate Records / Deafground)
- 2012: 15 Years: New and Rare (D.I.Y.)
- 2006: To Have and to Unhold (Silverdust Records / Soulfood)
- 2004: The Absurd Beauty of Being Alone (Silverdust Records / Soulfood)
- 2004: The Absurd Beauty of Being Alone EP (Brainrox/KSE/4Tune)
- 2003: Decipher (Brainrox/KSE)
- 1999: Dead Dodge (KSE Records)
- 1998: Downstream Voyage (Acrid Production Records / 2 Cents A Pop)

### Special Releases
- 2014: Phobos Download-Single (Noizgate Records / Rough Trade)
- 2003: Deconstructed +2 (KSE, strictly limited)
- 2001: Demonstraight EP (KSE, limited 2001 Tour Edition)